# Peter Elmsley
Peter Elmsley (né à Hampstead, Londres, le 5 février 1774 - mort à Oxford, le 8 mars 1825) est un érudit classique anglais.

## Jeunesse et éducation
Peter Elmsley est le fils cadet d'Alexander Elmsley de St Clement Danes, Westminster  qui a une ascendance écossaise. Il fait ses études à la Westminster School (à partir du 5 juin 1788) puis à Christ Church, Oxford, où il obtient un BA en 1794, avant d'être promu maître ès arts en 1797 et de recevoir les diplômes de BD le 30 octobre 1823 et DD le 7 novembre 1823. Il hérite en 1802 d'une fortune de son oncle, également nommé Peter Elmsley, libraire bien connu dans le Strand, et se consacre à l'étude des auteurs et manuscrits classiques.

## Carrière
Elmsley est ordonné diacre de l'Église d'Angleterre le 31 décembre 1797 et prêtre le 29 avril 1798 ; à la même date en avril 1798, il est nommé vicaire perpétuel de la chapellerie de Little Horkesley dans l'Essex , qu'il occupe jusqu'à sa mort.
Vers 1802, il vit à Édimbourg et rédige des articles pour l'Edinburgh Review sur l'Iliade de Heyne, l'Athénée de Schweighäuser, le Prométhée de Blomfield et l'Hécube de Porson. Il contribue à la revue trimestrielle. De 1807 à 1816, il vit à St. Mary Cray, Kent, puis à partir de 1816, il s'installe principalement à Oxford. Il est élu membre de la Royal Society en 1814 .
Il voyage beaucoup en France et en Italie, où il rassemble des manuscrits des classiques, et passe l'hiver 1818 à examiner les manuscrits de la Bibliothèque Laurentienne à Florence. En 1819, il est chargé, avec Humphry Davy, de déchiffrer les papyrus trouvés à Herculanum, mais les résultats se révélèrent insignifiants. En 1823, il est nommé directeur du St Alban Hall d'Oxford et professeur d'histoire ancienne à Camden. Il occupe ces deux postes jusqu'à sa mort, d'une maladie cardiaque, à St Alban Hall, le 8 mars 1825. Un monument à sa mémoire sculpté par Joseph Theakston est placé dans la cathédrale d'Oxford plus tard cette année-là .

## Publications (sélection)
- Aristophane, Acharniens, [ Arhistophanus Acharnes. Aristophanis comoedia Acharnenses in usum studiosae juventutis emendata et illustrata ], Oxford et Londres : 1809[5].
- Euripide, Euripidis Omnia Opera, Glasgow : 1821[6]. Aussi diverses pièces d'Euripide, séparément, entre 1806 et 1822.
- Sophocle, Œdipus Tyrannus, Londres : 1809[7].
- Sophocle, Œdipus Coloneus, Oxford : 1823[8].